# Lady, Be Good!
Lady, Be Good fue un musical escrito por Guy Bolton y Fred Thompson, con música de George e Ira Gershwin, estrenado en Broadway (Nueva York) en 1924, y dos años después, en los teatros del West End de Londres. Fred Astaire y su hermana Adele interpretaron los papeles principales.
En Broadway se representaba en el teatro Liberty, desde el 1 de diciembre de 1924 al 12 de septiembre de 1925, con un total de 330 funciones. En 1941, se llevó a cabo una versión cinematográfica protagonizada por Ann Sothern, Robert Young, Lionel Barrymore, Red Skelton y la bailarina Eleanor Powell, película que ganó el premio Óscar a la mejor canción original por The Last Time I Saw Paris.

## Argumento
Dick y Susie Trevor son dos hermano y hermana bailarines; están arruinados, por lo que no pueden pagar la renta de su alquiler y han sido desahuciados. Dick está enamorado de Shirley Vernon, pero no se atreve a declarársele debido a su situación de pobreza; por otra parte, una mujer rica llamada Jo Vanderwater está interesada en Dick. Por su parte, Sussie intenta convencerse a sí misma de que le gusta el influyente Jeff White, pero en realidad ella está enamorada de Jack Robinson, un encantador vagabundo, que ha abandonado la ciudad.
El tío de Jack muere, y aparente su herencia va a pasar a él con lo que se convertiría en millonario. El abogado Watty Watkins éstá buscando a Jack de parte de su cliente, el ostentoso Manuel Estrada, quien dice que su hermana se casó con Mr. Robinson en México. Watty ofrece a Sussie 50 000 dólares si se hace pasar por la viuda de Jack. Mientras tanto, Dick le pide matrimonio a Jo, pensando que nunca será capaz de permitirse cortejar a Shirley, su verdadero amor.
Finalmente Dick le dice a Shirley que la ama, mientras Watty y Sussie (disfrazados) llevan a cabo su plan. Llega a oídos de Jack que ha heredado una fortuna y regresa a la ciudad, y se queda sorprendido al ver a Sussie hacerse pasar por su viuda. Sussie no sabe que su Jack es el ahora millonario Mr. Robinson, y tampoco que está siendo utilizada por Estrada, cuya hermana nunca se ha casado con Jack.
Al final, Dick y Shirley están juntos, Jack salva a Sussie de la desgracia declarándole su amor, y Jo y Watty se emparejan felizmente; todos terminan felices.